# 검은 안개 사건 (야구)
검은 안개 사건(일본어: 黒い霧事件 구로이키리지켄[*])은 일본의 프로 야구 관계자가 금전 수수를 수반한 승부조작에 관여했다고 여겨지는 일련의 의혹 및 사건이다. 신문 보도 등을 계기로 1969년부터 1971년에 걸쳐 잇달아 발각되었다.
일본 야구 연맹은 승부조작의 관여에 대해 "(야구 협약 제355조에 의거하여)패퇴행위에 해당한다"고 견해를 내렸다. 관여가 의심된 현역 선수에게는 영구 출전 정지(추방), 장기간의 출전 정지, 연봉 감액 등의 처분이 내려졌다. 또한 위의 선수 중 일부는 오토 레이스의 승부조작 사건에도 관여해 현역 레이스 선수 19명이 체포되었다.

## 사건의 경위
- 1969년
  - 호치 신문의 니시테쓰 라이온스 담당 기자가 니시테쓰의 야수인 칼 보레스로부터 "팀원 중 일부러 실수를 하는 선수가 있다"는 이야기를 듣고 조사를 시작했다. 그 결과 호치 신문에서 승부 조작의 의혹을 품었고 요미우리 신문 사회부와의 협력을 통해 조사를 시작했다.
  - 10월 7일 - 니시테쓰의 투수인 나가야스 마사유키가 공식전에서 폭력배의 관계자로부터 일부러 경기에 지는 '패퇴행위(승부조작)'의 제의를 받아 이를 실시하고 있던 것이 판명되었다. 니시테쓰는 나가야스를 시즌이 끝난 뒤 소속 계약의 갱신을 하지 않는 것으로 결정했다. 다음날인 10월 8일 요미우리 신문과 호치 신문이 이를 보도했다.
  - 11월 28일 - 감독관위원회(당시 커미셔너의 권한은 위원장 미야자와 도시요시, 가네코 도시, 나카마쓰 준노스케의 3명이 합의제로 담당)가 나가야스에 대해 영구 출전 정지(추방)라는 일본 야구계 최초의 처분을 내렸다.
- 1970년
  - 4월 1일 - 나가야스와 주간 포스트 기자에 의한 독점 인터뷰 녹음 테이프가 후지 TV의 심야 프로그램 《텔레비전 나이트 쇼》에 방송되었다. 나가야스는 "그 밖에도 패퇴행위(승부조작)를 한 선수가 있다"라고 폭로하면서 의심이 가는 선수 6명(이케나가 마사아키, 요다 요리노부, 마스다 아키오(이상 투수), 무라카미 기미야스(이상 포수), 후나타 가즈히데, 모토이 미쓰오(이상 내야수))을 공표했다. 나중에 커미셔너는 나가야스를 포함안 7명에게 사정 청취를 실시했다.
  - 4월 22일 - 오토 레이스의 경주의 위반으로 입건된 오토 레이스 선수가 "프로 야구 선수가 오토 레이스의 승부조작에 참여한 혐의가 있다"고 자백했다.
  - 4월 23일 - 소형 자동차 경주법 위반 혐의로 전년도에 주니치 드래곤스에서 은퇴한 전 니시테쓰 투수 다나카 쓰토무, 전 다이요 웨일스 투수 다카야마 이사오, 원 폭력단인 모리오카구미의 조직원 후지나와 히로타카가 체포되었다.
  - 5월 6일 - 오토 레이스의 승부조작에 관여한 혐의로 주니치의 에이스였던 오가와 겐타로가 체포되었다.
  - 5월 9일 - 패퇴행위에 관여한 혐의가 있는 선수로 도에이 플라이어스의 다나카 미쓰구, 모리야스 도시아키 두 투수의 이름이 공표되었다.
  - 5월 14일 - 긴테쓰 버펄로스의 구단 직원인 야마자키 아키라가 1967년 시즌에 승부조작을 강요당했던 것이 보도되었다.
  - 5월 19일 - 한신 타이거스의 내야수 가츠라기 다카오가 오토 레이스의 승부조작 혐의로 체포되었다.
  - 5월 25일 - 감독관위원회는 니시테쓰 6명의 해당 선수에 대해 다음의 처분을 내렸다.
    - 이케나가, 요다, 마스다 3명의 투수는 영구 추방 처분. 이유는 요다와 마스다는 패퇴행위를 인정했기 때문이다. 이케나가에 대해서는 본인이 부정했지만 패퇴행위의 권유 당시에 받았던 100만 엔의 반환을 게을리한 것과 야구 기구에 통보하지 않았던 사실이 프로 야구 협약 제179조에 위반되었다.
    - 무라카미와 후나타는 1970년 11월 30일까지 경기를 포함한 전체 야구 활동 금지 처분.
    - 모토이는 엄중 주의 처분.

  - 6월부터 7월까지 커미셔너위원회의 결정이 발표되었다.
    - 6월 3일 - 주니치의 오가와를 영구 추방.
    - 6월 15일 - 긴테쓰의 구단 직원 야마자키를 영구 추방.
    - 6월 18일 - 한신의 가츠라기를 3개월간 실격 선수로 지명(해제 후에 자유 계약 선수가 되어 그 해에 은퇴).
    - 7월 30일 - 도에이의 모리야스를 영구 추방, 다나카에게 엄중 계고.

  - 같은 시기에 다음의 불상사와 그에 대한 처분이 있었다.
    - 6월 17일 - 야쿠르트 아톰스의 포수 가토 도시오가 자동차 무면허 운전 혐의로 체포되었다. 이듬해 6월 18일 야쿠르트는 가토에게 무기한 출장 정지 처분을 부과(해제 이후 자유 계약이 되어 1년의 공백기를 거친 뒤 도에이에서 현역 복귀함).
    - 7월 1일 - 긴테쓰의 외야수인 도이 마사히로가 도박 혐의로 불구속 입건되었다. 이후에 퍼시픽 리그 회장으로부터 출장 정지 1개월 처분이 내려졌다.

  - 9월 8일 - 야쿠르트의 내야수인 구와타 다케시가 오토 레이스 승부조작 혐의로 체포되었다. 10월 1일에 감독관위원회는 구와타를 3개월간 실격 선수로 지명(해제 이후 자유 계약이 되었으나 치명적인 이유가 되어 현역 은퇴).
  - 11월 30일 - 한신의 투수 에나쓰 유타카가 '도박 중독자와 교류를 했다'는 이유로 센트럴 리그 회장으로부터 견책 처분이 내려졌다.
- 1971년
  - 1월 11일 - 난카이 호크스의 투수 미우라 기요히로가 팀 동료인 사토 기미히로에게 패퇴행위의 권유를 받고 이를 보고하여 계고 처분을 받았다.
  - 1월 29일 - 다이요의 코치인 스즈키 다카시, 투수인 사카이 가쓰지가 폭력단과 가까운 관계를 가진 혐의를 받고 있던 것으로 인해 구단으로부터 1군 출전 무기한 정지와 감봉 처분을 부과받았다(출전 정지는 5월 31일자로 해제).
  - 2월 15일 - 롯데 오리온스의 투수 나리타 후미오가 야구 도박 중독자인 폭력단과 교류하고 있던 혐의로 구단으로부터 1개월의 근신을 선고받았다.
  - 또한 상기 이외에도 요미우리 자이언츠의 코치 후지타 모토시가 1969년 총선에서 폭력단과 함께 선거 응원을 하고 있던 점이나 당시 부업으로 경영하고 있던 회사에서 발생한 인사 문제를 해결하기 위해 폭력배를 고용했던 점이 문제가 되어 구단으로부터 1개월의 근신을 선고받았다.

## 관계자의 처분
| 선수 이름         | 소속 구단 | 포지션 | 죄목                                     | 처분                               |
| ----------------- | --------- | ------ | ---------------------------------------- | ---------------------------------- |
| 나가야스 마사유키 | 니시테쓰  | 투수   | 패퇴행위의 실행                          | 영구 추방 처분                     |
| 이케나가 마사아키 | 니시테쓰  | 투수   | 패퇴행위의 의뢰를 받아 현금 취득         | 영구 추방 처분                     |
| 요다 요리노부     | 니시테쓰  | 투수   | 패퇴행위의 실행 권유                     | 영구 추방 처분                     |
| 마스다 아키오     | 니시테쓰  | 투수   | 패퇴행위의 실행 권유                     | 영구 추방 처분                     |
| 오가와 겐타로     | 주니치    | 투수   | 오토 레이스 승부조작에 참가              | 영구 추방 처분                     |
| 모리야스 도시아키 | 도에이    | 투수   | 패퇴행위의 의뢰를 받아 현금 취득         | 영구 추방 처분                     |
| 무라카미 기미야스 | 니시테쓰  | 포수   | 패퇴행위의 권유를 받았으나 보고하지 않음 | 1년간 야구 활동 금지               |
| 후나타 가즈히데   | 니시테쓰  | 내야수 | 패퇴행위의 권유를 받았으나 보고하지 않음 | 1년간 야구 활동 금지               |
| 가츠라기 다카오   | 한신      | 내야수 | 오토 레이스 승부조작에 참가              | 3개월간 선수 자격 박탈 선수로 지명 |
| 구와타 다케시     | 야쿠르트  | 내야수 | 오토 레이스 승부조작에 참가              | 3개월간 선수 자격 박탈 선수로 지명 |
| 나리타 후미오     | 롯데      | 투수   | 야구 도박 혐의가 있는 폭력단과 교류      | 1개월 근신 처분                    |
| 사카이 가쓰지     | 다이요    | 투수   | 폭력단과 교류                            | 무기한 출장 정지와 감봉 처분       |
| 에나쓰 유타카     | 한신      | 투수   | 야구 도박 혐의가 있는 폭력단과 교류      | 계고 처분                          |
| 미우라 기요히로   | 난카이    | 투수   | 패퇴행위의 권유를 받았으나 보고하지 않음 | 계고 처분                          |
| 다나카 미쓰구     | 도에이    | 투수   | 패퇴행위의 권유를 받았으나 보고하지 않음 | 엄중 계고 처분                     |
| 모토이 미쓰오     | 니시테쓰  | 내야수 | 패퇴행위의 권유를 받았으나 보고하지 않음 | 엄중 주의 처분                     |
| 다카야마 이사오   | 다이요    | 투수   | 오토 레이스 승부조작에 참가, 초대        | 사실상 영구 추방                   |
| 다나카 쓰토무     | 주니치    | 투수   | 오토 레이스 승부조작에 참가, 초대        | 사실상 영구 추방                   |
| 사토 기미히로     | 난카이    | 투수   | 오토 레이스 승부조작에 참가, 초대        | 사실상 영구 추방                   |

## 사건의 여파
영구 추방 선수가 나온 니시테쓰와 주니치는 전력이 저하되었다. 특히 그것이 두드러졌던 니시테쓰는 1970년부터 1972년까지 3년간 최하위에 머물렀다. 이후 관중 동원도 격감하고 구단 경영이 완전히 막히면서 1972년 오프 시즌에 후쿠오카 야구에 양도되었다. 동시에 퍼시픽 리그의 인기도 하락하게 되었다.
1969년 니시테쓰에 입단한 히가시오 오사무는 입단 1년차에 웨스턴 리그에서 계속되는 패배로 자신감을 잃고 다케스에 싯쇼 코치에게 야수 전향을 제안했으나 이 사건이 발생하면서 야수 전향에 대한 이야기는 흐지부지되었고 오히려 1군에서 풀 로테이션을 담당할 수 밖에 없는 상황이 되었다. 투수로서의 실력이 수반되지 않았던 가운데 등판을 거듭하여 200승보다 200패를 먼저 달성했다.
또한 이 사건의 여파로 막대한 피해를 입은 사람으로 오토 레이스 선수였던 히로세 도키오가 있다. 히로세는 당시 오토 제일의 스타 선수로서 전성기였던 1970년 10월에 체포되며 오토 레이스계에서 쫓겨나 30대 초반이라는, 선수로서 가장 충실해야하는 시기에 4년 반 이상을 재판 공방에 소모하는 처지가 되었다. 원죄를 주장하여 항소심에서 무죄 판결을 얻어내며 이를 확정, 체포 5년 뒤인 1975년 10월에 이르러서야 간신히 오토 레이스 선수로 복귀할 수 있게 되었다.
또한 야구계에서는 다카야마 이사오가 다이요로부터 퇴단 처분을 받은 뒤 우울증을 앓다가 1978년 수면제로 자살했다.
1980년대에 들어서 아오타 노보루가 야구 도박에 관여되어 있다고 보도되기도 하였다.
여담으로 사이타마 세이부 라이온스 주최 경기에서의 이벤트 '라이온스 클래식'의 2010년 제1장(대 오릭스 버펄로스)에서 이 사건에 의한 라이온스와 퍼시픽 리그의 상태를 취지로 한 '퍼시픽 리그 고난의 시대 ~라이온스의 소멸 위기~'라는 부제가 붙어있었다.

## 같이 보기
- 2012년 한국프로야구 승부조작 사건
- 블랙삭스 스캔들
- 중화 직업봉구 대연맹 승부조작 사건
- 2006년 이탈리아 축구 스캔들